# Cardicola alseae
Cardicola alseae är en plattmaskart. Cardicola alseae ingår i släktet Cardicola och familjen Sanguinicolidae. Inga underarter finns listade i Catalogue of Life.